# Бердянка (Оренбурзький міський округ)
Бердя́нка (рос. Бердянка) — селище у складі Оренбурзького міського округу Оренбурзької області, Росія.

## Населення
Населення — 710 осіб (2010; 647 у 2002).
Національний склад (станом на 2002 рік):
- росіяни — 46 %
- казахи — 28 %